# Kalevi Jäntti-priset
Kalevi Jäntti-priset (finska: Kalevi Jäntin palkinto) är ett finländskt litterärt pris för unga författare. Det utdelas årligen sedan 1942 och prissumman var 16 000 € år 2012.

## Pristagare[1]
| År   | Författare                                                              | Verk                                                                                     |
| ---- | ----------------------------------------------------------------------- | ---------------------------------------------------------------------------------------- |
| 1942 | Tatu Vaaskivi                                                           | Yksinvaltias                                                                             |
| 1943 | Oiva Paloheimo                                                          | Orolig barndom                                                                           |
| 1944 | Olavi Siippainen                                                        | Nuoruus sumussa, In i det sista och Suuntana läntinen                                    |
| 1945 | Eila Pennanen                                                           | Kaadetut pihlajat                                                                        |
| 1946 | Eila Kivikk'aho                                                         | Sinikallio och Viuhkalaulu                                                               |
| 1947 | Aila Meriluoto                                                          | Lasimaalaus                                                                              |
| 1948 | Lauri Viita                                                             | Betonimylläri                                                                            |
| 1949 | Väinö Linna                                                             | Päämäärä och Mörk kärlek                                                                 |
| 1950 | Helvi Juvonen                                                           | Kääpiöpuu                                                                                |
| 1951 | Veikko Huovinen                                                         | Hirri                                                                                    |
| 1952 | Eeva Joenpelto                                                          | Veljen varjo                                                                             |
| 1953 | Marko Tapio                                                             | Lasinen pyykkilauta                                                                      |
| 1954 | Kirsi Kunnas                                                            | Tuuli nousee                                                                             |
| 1955 | Martti Palkispää                                                        | Nappaslieriäiset                                                                         |
| 1956 | Paavo Rintala                                                           | Rikas ja köyhä                                                                           |
| 1957 | priset utdelades inte                                                   |                                                                                          |
| 1958 | Satu Waltari                                                            | Haikeat leikit                                                                           |
| 1959 | Pentti Saarikoski                                                       | Toisia runoja                                                                            |
| 1960 | Martti Joenpolvi                                                        | Kevään kuusi päivää                                                                      |
| 1961 | Harri Kaasalainen                                                       | Simultaani                                                                               |
| 1962 | Väinö Kirstinä Pentti Konttinen                                         | Lakeus Huomenta kaupunki                                                                 |
| 1963 | Harri Tapper                                                            | Kirkonrakentajaveljekset                                                                 |
| 1964 | priset utdelades inte                                                   |                                                                                          |
| 1965 | Pentti Fabritius Marja-Leena Mikkola                                    | Sammalen alta Tyttö kuin kitara                                                          |
| 1966 | Iikka Vuotila                                                           | Paljon haltiaksi                                                                         |
| 1967 | priset utdelades inte                                                   |                                                                                          |
| 1968 | Jorma Ranivaara Lauri Immonen                                           | Vanha Rahikainen ja valkoinen Iljušin Unohdettujen rintama                               |
| 1969 | Juhani Peltonen                                                         | Päivän sankari                                                                           |
| 1970 | priset utdelades inte                                                   |                                                                                          |
| 1971 | Lassi Sinkkonen                                                         | Sprutpistolen och Solveigs sång                                                          |
| 1972 | priset utdelades inte                                                   |                                                                                          |
| 1973 | Kristiina Pelto-Timperi Merja Huttunen                                  | Syreenikiitäjä och Tule se päivä Hello love                                              |
| 1974 | Heikki Turunen                                                          | Livaren                                                                                  |
| 1975 | Leena Krohn                                                             | Viimeinen kesävieras                                                                     |
| 1976 | Helinä Siikala                                                          | Kenellä on kotinsa kaukana                                                               |
| 1977 | priset utdelades inte                                                   |                                                                                          |
| 1978 | Hannu Aho Matti Pulkkinen                                               | Saara Ja pesäpuu itki                                                                    |
| 1979 | Jorma Eronen Arto Melleri                                               | Uigur Schlaageriseppele                                                                  |
| 1980 | priset utdelades inte                                                   |                                                                                          |
| 1981 | Annika Idström Harri Sirola                                             | Sinitaivas Abiturientti                                                                  |
| 1982 | Antti Jalava                                                            | Asfaltblomman                                                                            |
| 1983 | Raija Siekkinen Ilpo Tiihonen                                           | Tuomitut Eroikka                                                                         |
| 1984 | Olli Jalonen                                                            | Hotell för levande                                                                       |
| 1985 | priset utdelades inte                                                   |                                                                                          |
| 1986 | Joni Skiftesvik                                                         | Tuulen poika                                                                             |
| 1987 | Tiina Kaila Rosa Liksom                                                 | Valon nälkä Yhden yön pysäkki och Unohdettu vartti                                       |
| 1988 | Juha Seppälä Ilkka Pitkänen                                             | Taivaanranta Soutaja                                                                     |
| 1989 | Kari Hotakainen Timo Pusa                                               | Runokirja Tatuoitu sydän                                                                 |
| 1990 | Satu Salminiitty Petter Sairanen                                        | Raottuvien ovien valo Sähköllä valaistu talo                                             |
| 1991 | Tiina Kaila                                                             | Bruno                                                                                    |
| 1992 | Anne Hänninen Leena Lander                                              | Hedelmäntäysi De mörka fjärilarnas hem                                                   |
| 1993 | Jari Tervo Maarit Verronen                                              | Pohjan hovi Älä maksa lautturille                                                        |
| 1994 | Kaj Kalin Hannu Raittila                                                | Veressä Pakosarja                                                                        |
| 1995 | Jyrki Kiiskinen                                                         | Suomies                                                                                  |
| 1996 | Tomi Kontio Annukka Peura Jari Ehrnrooth                                | Uumen Erotus Asentoja                                                                    |
| 1997 | Kreetta Onkeli                                                          | Ilonen Talo                                                                              |
| 1998 | Ilkka Remes                                                             | Pääkallokehrääjä                                                                         |
| 1999 | Marko Leino                                                             | Miehen tehtävä                                                                           |
| 2000 | Asko Sahlberg                                                           | Pimeän ääni                                                                              |
| 2001 | Jari Järvelä Saila Susiluoto                                            | Veden paino Siivekkäät ja hännäkkäät                                                     |
| 2002 | Ranya ElRamly Petri Tamminen                                            | Där solen står högst Piiloutujan maa                                                     |
| 2003 | Juha Itkonen                                                            | Myöhempien aikojen pyhiä                                                                 |
| 2004 | Mikko Rimminen Aki Salmela                                              | Öl, vänskap och tärningsspel Sanomattomia lehtiä                                         |
| 2005 | Tuomas Kyrö Risto Oikarinen                                             | Liitto Puupuhaltaja                                                                      |
| 2006 | Tuuve Aro Marianna Kurtto Markku Pääskynen Eino Santanen Jarkko Tontti  | Merkki Eksyneitten valtakunta Vihan päivä Merihevonen kääntää kylkeään Vuosikirja        |
| 2007 | Vesa Haapala Taina Latvala Antti Nylén Olli Sinivaara Sinikka Vuola     | Vantaa Arvostelukappale Vihan ja katkeruuden esseet Palava maa Orkesteri jota emme kuule |
| 2008 | Marja-Liisa Heino Riku Korhonen Turo Kuningas Sofi Oksanen              | Suomen suuntaan Lääkäriromaani Työkalupakki Utrensning                                   |
| 2009 | Turkka Hautala Vilja-Tuulia Huotarinen Sanna Karlström Miika Nousiainen | Salo Iloisen lehmän runot Harry Harlow'n rakkauselämät I långa loppet                    |
| 2010 | Marko Hautala Elina Hirvonen Harry Salmenniemi                          | Käärinliinat Kauimpana kuolemasta Texas, sakset                                          |
| 2011 | Katja Kettu Henriikka Tavi Jaakko Yli-Juonikas                          | Barnmorskan Toivo Uneksija                                                               |
| 2012 | Lassi Hyvärinen Emmi Itäranta Mikko Myllylahti                          | Keisarin tie Teemestarin kirja Väylä                                                     |
| 2013 | Antti Heikkinen Maija Muinonen Leena Parkkinen                          | Pihkatappi Mustat paperit Galtbystä länteen                                              |
| 2014 | Miira Luhtavaara Antti Salminen                                         | Ruohikon luut Lomonosovin moottori                                                       |
| 2015 | Kristian Blomberg Iida Rauma Katja Raunio                               | Valokaaria Seksistä ja matematiikasta Käy kaikki toteen                                  |
| 2016 | Johannes Ekholm Aura Nurmi Soili Pohjalainen                            | Rakkaus niinku Villieläimiä Käyttövehkeitä                                               |
| 2017 | Olavi Koistinen Maria Matinmikko Matias Riikonen                        | Mies joka laski miljardiin Värit Suuri fuuga                                             |
| 2018 | Silvia Hosseini Susinukke Kosola Kaija Rantakari Maija Sirkjärvi        | Pölyn ylistys Varisto Koko meren laajuus Barbara ja muita hurrikaaneja                   |
| 2019 | Juhani Karila Reetta Pekkanen Pontus Purokuru                           | Pienen hauen pyydystys Kärhi Römaani                                                     |
| 2020 | Anu Kaaja Helmi Kajaste Sini Silveri                                    | Katie-Kate Rakenna, kärsi ja unhoita Titaanidisko                                        |
| 2021 | Katri Naukari Sanna Puutonen Pauli Tapio Joonatan Tola                  | Yhden puun tuho Sydänmuuri Tyhjä, suuri ja öinen Punainen planeetta                      |